# Fantestein

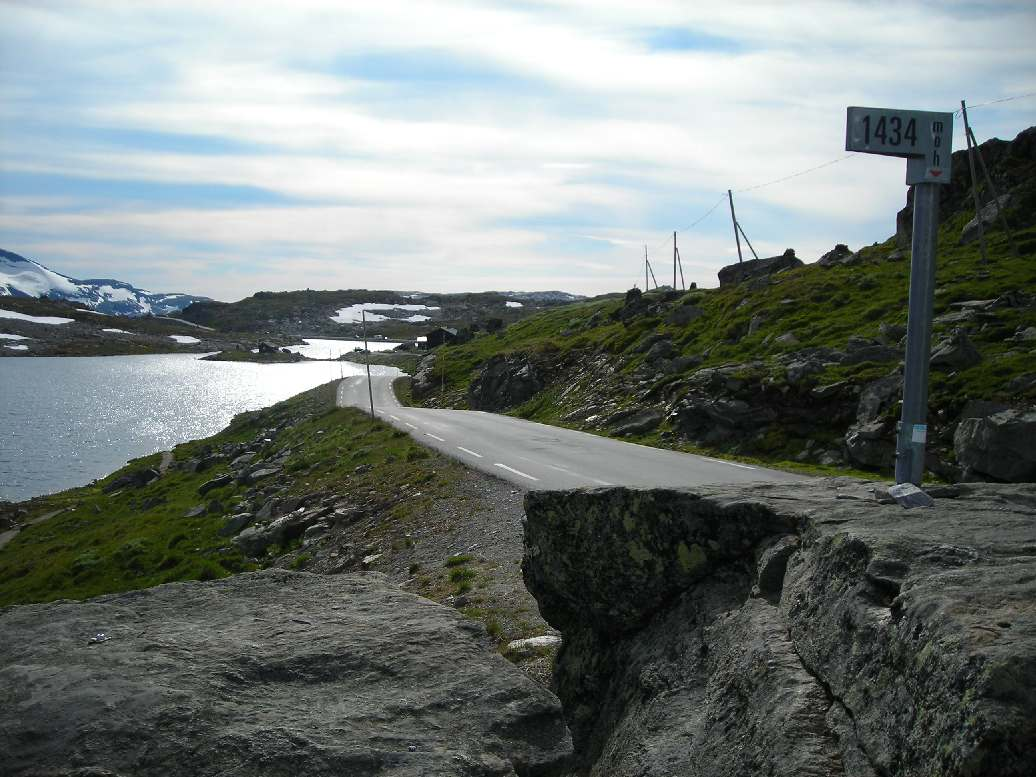
Fantesteinen

Fantestein is het hoogste punt op 1434 meter boven zeeniveau van de nationale toeristenweg RV55, de Sognefjellsweg, de hoogste bergweg in Noorwegen gelegen in de provincie Vestland.